# Fiesta de Primavera
La Fiesta de Primavera, o Fiesta de la Primavera, es una fiesta que se celebra en varios países desde el equinoccio de primavera, que varía entre el 20 y el 21 de marzo para el hemisferio norte, y entre el 22 y el 23 de septiembre para el hemisferio sur.

## Celebraciones
- Argentina: Fiesta Nacional de los Estudiantes[1]
- Chile: Fiesta de la Primavera
- España:
  - Día de Valencia
  - Fiesta de la primavera de Granada
  - Fiesta de la primavera de Cáceres
  - Fiesta de la primavera de Jaén
  - Fiestas de primavera en Robledo de Chavela
  - Fiesta de Primavera de Orgaz (Toledo)
  - Fiestas de Primavera de Murcia
  - Feria de Primavera y Fiesta del Vino Fino
  - Fiestas de Primavera de Zaragoza
  - Fiesta Aniversario del Cubo, Ático
- India: Holi
- Perú: Día de la Primavera y la Juventud
- China: Fiesta de la primavera
- Japón: Hanami
- Uruguay: Fiesta Nacional de la Primavera